# Liosynaphaeta balloui
Liosynaphaeta balloui – gatunek chrząszcza z rodziny kózkowatych i podrodziny zgrzypikowych. Jedyny przedstawiciel rodzaju Liosynaphaeta.

## Zasięg występowania
Gatunek ten występuje na Jamajce.